# Molophilus (Molophilus) gubara
Molophilus (Molophilus) gubara is een tweevleugelige uit de familie steltmuggen (Limoniidae). De soort komt voor in het Australaziatisch gebied.